# 九条兼実
九条 兼実（くじょう かねざね）は、平安時代末期から鎌倉時代初期にかけての公卿。藤原北家、関白・藤原忠通の六男。官位は従一位・摂政・関白・太政大臣。月輪殿、後法性寺殿とも呼ばれる。通称は後法性寺関白（ごほっしょうじ かんぱく）。五摂家の一つ、九条家の祖であり、かつその九条家から枝分かれした一条家と二条家の祖でもある。五摂家のうちこの3家を九条流という。
摂政・関白藤原忠通の六男。母は、家女房で太皇太后宮大進・藤原仲光の娘・加賀。叔父に頼朝側近の藤原季光（のちに毛呂季光）がいる。頼朝と結び関白となった。同母兄弟4人の中の長子である。同母弟には、太政大臣となった兼房・天台座主となった慈円などが、また異母兄には近衛基実、松殿基房が、異母弟には興福寺別当となった信円らがいる。
| 九条兼実（菊池容斎画） |  | 公爵九条道実氏旧蔵 |
| 九条兼実（菊池容斎画） |  | 公爵九条道実氏旧蔵 |

兼実が40年間書き綴った日記『玉葉』は、当時の状況を知る上での一級史料となっている。

## 生涯

### 有職の公卿
久安5年（1149年）、摂政・藤原忠通の六男として生まれる。母の身分は低かったが、異母姉である皇嘉門院の猶子となり（『兵範記』保元元年正月4日条）、保元3年（1158年）には兄・基実の猶子の資格で元服、正五位下に叙せられ、左近衛権中将に任ぜられる。永暦元年（1160年）には従三位となり、公卿に列した。
保元の乱で勢力を後退させた摂関家は、故実先例の集積による儀礼政治の遂行に特化することで生き残りを図ろうとしていた。皇嘉門院の庇護を受けて兼実も学問の研鑽を積み、有職故実に通暁した公卿として異母兄の基実・基房に次ぐ昇進を遂げる。長寛2年（1164年）に16歳で内大臣、仁安元年（1166年）に18歳で右大臣に進んだ。兼実は若年ながら公事・作法について高い見識を有し、特に左大臣・大炊御門経宗の作法については違例が多いと厳しく批判している。しかし、兼実の官職はこの時から20年間動くことはなく、永らく右大臣に留まった。これは欠員が出ず昇進が頭打ちになったこともあるが、所労・病悩を訴えて朝廷への出仕が滞りがちだったことも要因の一つとして考えられる。

### 治承・寿永の乱
治承3年（1179年）11月、平清盛はクーデターを起こし後白河法皇を幽閉、関白・松殿基房を追放するが（治承三年の政変）、これは兼実に思わぬ僥倖をもたらした。新たに関白となった近衛基通は公事に未練であったため、平氏は兼実にその補佐役としての役割を期待して、兼実の嫡男・良通を権中納言・右大将とする優遇策に出た。兼実は平氏から恩顧を与えられることを「生涯の恥辱」と憤慨しながらも、任官自体は九条家の家格上昇に繋がるため受諾した。公事の遂行について助言を求める基通に対しても、「故殿（基実）の深恩を思う」としてその手ほどきをしている。
治承4年（1180年）の以仁王の挙兵を機に全国各地は動乱状態となり、治承5年（1181年）には清盛が死去して後白河院が院政を再開するなど情勢は目まぐるしく変転するが、兼実は特定の勢力に属さず内乱期を通して傍観者的態度を取った。この時期の兼実は右大臣の要職にありながら朝廷にほとんど出仕せず、後白河院からの諮問には明確な返答を避け、摂政の基通に対しても煩わしさからか公事・作法を教示することはなくなっている。兼実は内心の不満や批判は日記の中だけに止め、それを公言したり、後白河院や平氏に正面切って対峙するようなことは決してしなかったが、貴族社会崩壊の危機に直面して苦慮している後白河院にとっては信を置きにくい存在であり、両者の関係は敵対とは行かないまでも徐々に冷却化していった。
翌治承4年（1180年）、兼実は熊野に向かう自らの護持僧・智詮に自ら書写した『般若心経』と『法華経』を託し、現状の混乱した政治を憂い、自らが権力の中枢に立った暁には「政を淳素に反（かえ）す」（『玉葉』治承4年3月20日条）、すなわち政治の刷新を図って昔のような安定した社会を回復させる決意を示した。兼実は家司でもあった清原頼業に『貞観政要』の加点を求めるなど、中国の政治書の学習に没頭する。ところが、その最中の同年の暮には平重衡による南都焼討によって東大寺・興福寺が炎上し、兼実は悲嘆することになる（『玉葉』治承4年12月28日条）。興福寺が藤原氏の氏寺であったという側面もあるものの、同年5月27日の朝議において「謀叛の証拠がない」ことを理由に興福寺への攻撃に反対（『愚管抄』巻第5）し、その後の再建に対する後白河法皇からの諮問でも再建の重要性を訴える一方で、戦乱や飢饉が解決しない中での造営は民を苦しめるだけである（『玉葉』治承5年7月13・15日条）とも説き、神仏への祈祷と徳化（＝徳政）の両立と調和を訴えた。この祈祷と徳政の両立と調和によって「政を淳素に反す」という兼実の信念は以後一貫されることになる。
政治の中枢から一定の距離を置く兼実が頼みとしたのは、異母姉の皇嘉門院だった。皇嘉門院は兼実の幼少の頃から親密な関係にあり邸宅も接していた。養和元年（1181年）12月に皇嘉門院が崩御すると、兼実は日記に繰り返し哀惜の情を綴っている。皇嘉門院の所領の大部分は兼実の嫡子・良通に譲られており、九条家の主要な経済基盤となった。唯一と言ってよい拠り所を失った兼実は、莫大な財力を持つ八条院への接近を図り、八条院無双の寵臣である三位局（高階盛章の女）を室として良輔を産ませ、実子のいない八条院への養子の送り込みに成功している。ただし、三位局は謀反人である以仁王の室であった女性で兼実にとっては政治的交渉相手の1人に過ぎず、兼実にとって彼女が自分の子を身ごもったのは全くの想定外の出来事であったために生まれた子の扱いに困っていたところ、以仁王を失っていた八条院の意向で彼女に引き取られたとする見方もある。

### 内覧宣下
文治元年（1185年）10月、後白河法皇は源義経の要請により源頼朝追討の院宣を下すが、翌月の義経没落で苦しい状況に追い込まれた。頼朝は院の独裁を掣肘するために院近臣の解官、議奏公卿による朝政の運営、兼実への内覧宣下を柱とする廟堂改革要求を突きつける。頼朝が兼実を推薦した背景には兼実が故実に通じた教養人だったこともあるが、平氏と親密だった近衛家、木曾義仲と結んだ松殿家による政権を好まなかったという事情もあった。もっとも内覧推薦は兼実にとって全くの寝耳に水だったようで、「夢の如し、幻の如し」（『玉葉』12月27日条）と驚愕し、関東と密通しているという嫌疑をかけられるのではないかと怯えている。頼朝の要求に対して後白河院が近衛基通擁護の姿勢を取ったため、一時は摂政・内覧が並立するなど紆余曲折があったが、文治2年（1186年）3月12日、兼実はようやく摂政・氏長者を宣下された。
執政の座に就いた兼実は、それまでの病悩が嘘のように政務に邁進する。文治3年（1187年）には、保元以来廃絶していた記録所を閑院内裏内に設置した（『玉葉』2月28日条）。続いて後白河院の名で諸臣に対する意見封事を求める御教書が出されるが、これは兼実の提言によるもので、最終的に文面を推敲したのも兼実だった（『玉葉』文治3年3月4日条）。兼実の信条は保守的で故実先例に基づき公事を過失なく遂行することを重視したが、その反面「政を淳素に反す」という理念の実現のために必要な改革や徳政の推進については積極的であった。建久2年（1191年）に出された建久新制には兼実の現実的な側面と政治理念が反映されているという見方もある。こうした姿勢によって貴族社会に一定の秩序と安定をもたらした。文治4年（1188年）正月27日、兼実は一門・公卿・殿上人を引き連れて春日社に参詣し、氏神に感謝の祈りを捧げている。
ところが、それから一月も立たない2月20日未明、嫡子で内大臣の良通が22歳で死去した。良通は前夜に兼実と雑談しており正に急逝だった。将来を嘱望していた嫡子の死に兼実は打ちのめされるが、喪が明けると悲しみを振り払うかのように自らの女子の入内実現に向けて活動を開始する。文治5年（1189年）11月15日、女子は従三位に叙され「任子」の名が定められた。文治6年（1190年）正月3日、後鳥羽天皇の元服において兼実は加冠役を務め、任子は11日に入内、16日に女御となり、4月26日には中宮に冊立された。
一方で、この頃から兼実にとって気にかかる事態も生じていた。文治5年（1189年）10月16日、後白河院が権中納言・土御門通親の久我亭に入り種々の進物を献上された。兼実は日記に「人以って可となさず、弾指すべし弾指すべし」と記して通親の動きに警戒感を募らせるが、通親はさらに後白河院の末の皇女（覲子内親王）が内親王宣下を受けると勅別当となり、生母である丹後局との結びつきを強めた。12月14日、兼実の太政大臣就任を祝う大饗では通親と吉田経房が座がないことを理由に退出するなど、しだいに兼実に反発する勢力が形成されていった。

### 頼朝上洛
文治5年（1189年）に奥州藤原氏を討滅して後顧の憂いがなくなった頼朝は、建久元年（1190年）11月7日に上洛した。9日、兼実は閑院内裏の鬼間において頼朝と初めて対面する。頼朝が兼実に語った内容は以下の通りである。
上洛中に兼実と頼朝が何度会ったかは定かでないが、『玉葉』による限り両者の対面はこの一度きりであった。そして皮肉にも翌年から反兼実派の動きはむしろ活発となり、兼実は窮地に追い込まれることになる。
建久2年（1191年）4月1日、頼朝の腹心・中原広元が土御門通親の推挙により、慣例を破って明法博士・左衛門大尉に任じられた。4月5日には頼朝の女子（大姫）が10月に入内するのではないかという風聞が、兼実の耳に入っている。6月26日、覲子内親王が院号宣下を受けて宣陽門院となった。通親は宣陽門院の執事別当となり、院司には子息や自派の廷臣を登用して大きな政治的足場を築くことになる。兼実は元来、宣陽門院の生母・丹後局に良い感情を持っていなかったが、院号定には所労不快ながら、追従の心切なるによって参入している。7月17日、兼実の家司が法皇を呪詛しているという内容の落書が、丹後局から兼実に示された。11月5日、一条高能（一条能保の子、母は坊門姫）と山科教成（丹後局の子）の近衛中将、少将への補任について後白河法皇から諮問されるが、兼実の返答は法皇の逆鱗に触れた。これを聞いた兼実は「無権の執政、孤随の摂籙、薄氷破れんとす、虎の尾を踏むべし、半死半死」と自嘲している。「愚身仙洞に於いては疎遠無双、殆ど謀反の首に処せらる」（『玉葉』建久3年正月3日条）とまで追い詰められていた兼実だったが、建久3年（1192年）3月13日、後白河院が崩御したことで長年の重圧から解放された。

### 失脚
法皇崩御により兼実は一転して廟堂に君臨し、誰を憚ることもなく朝政を主導することになった。頼朝に征夷大将軍を宣下し、南都（奈良）復興事業を実施するなど、兼実の政治生活では一番実り多い時期が到来するが、それも長くは続かなかった。後白河院崩御後に新たな治天の君となった後鳥羽天皇や上級貴族は厳格な兼実の姿勢に不満を抱き、一方で院近臣への抑圧は宣陽門院を中心に反兼実派の結集をもたらし、門閥重視で故実先例に厳格な姿勢は中・下級貴族の反発を招いた。そして頼朝も大姫入内のために丹後局に接近し、兼実への支援を打ち切った。こうして朝廷内で浮き上がった存在となった兼実であったが、なおも自らの政治路線を譲ることは無く、故実先例に拘るよりも治天の君としての立場の強化を図ろうとする後鳥羽天皇との対立は深刻化していく。だが、中宮・任子が皇子を産まなかったことで廷臣の大半から見切りをつけられ、建久7年（1196年）11月、関白の地位を追われることになった。

### 浄土宗に帰依
失脚した兼実は二度と政界に復帰することはなく、建仁元年（1201年）12月10日には長年連れ添った室（藤原季行の女）に先立たれ、建仁2年（1202年）正月27日、浄土宗の法然を戒師として出家、円証と号した。兼実は将来を嘱望されていた長男・良通が早世した心痛から専修念仏の教えに救いを求め、法然に深く帰依するようになった。法然の著作『選択本願念仏集』（『選択集』）は兼実の求めに応じて、法然が著したものである。
しかし、『親鸞聖人御因縁』・『親鸞聖人正明伝』・『親鸞聖人正統伝』などによると、兼実は法然が唱える悪人正機の教えに少々信がおけなかった。そこで、自分達のような俗人や、戒を破った僧までもが本当に念仏を唱えることで極楽浄土に往生できるのか確かめようとした。法然の弟子の僧と自らの娘を結婚させてその僧を破戒僧にしてみようと考えたのである。本当にそれでもその僧は浄土に往生できるのかを確認しようとしたのである。そのような破戒僧でも往生できるのならば自分のような俗人でも往生できるであろうと。その話を法然に持ちかけたところ、法然は、かつては兼実の弟である天台宗の慈円の弟子でもあった綽空（のちの親鸞）を指名し、あまり乗り気ではなかった綽空を説得して兼実の娘の玉日と結婚させ、兼実を安堵させた。

### 晩年
次男・良経は土御門通親死後の建仁2年（1202年）12月に摂政となるが、元久3年（1206年）3月に38歳で急死したため、兼実は孫の道家を育てることに持てる全てを傾けた。建永2年（1207年）2月に起こった専修念仏の弾圧（承元の法難）では、法然の配流を止めることはできなかったが、配流地を自領の讃岐に変更して庇護した。
その直後の4月5日、兼実は59歳で死去した。京都法性寺に葬られ、墓は東福寺にある。
兼実は若い頃から和歌に関心が深く、自ら和歌を能したほか、藤原俊成・定家らの庇護者でもあった。40年間書き綴った日記『玉葉』は、当時の状況を知る第一級の史料として有名。他の著作に『魚秘抄』『摂政神斎法』『春除目略抄』がある。

## 官歴
※ 日付＝旧暦
- 保元3年（1158年）
  - 1月29日：元服。正五位下に叙し、禁色を許され、昇殿に与る。
  - 3月13日：左近衛権少将に任官。
  - 4月2日：左近衛権中将に転任（超左少將藤原成親以下）。
  - 10月21日：従四位下に昇叙し、左近衛権中将如元。
- 保元4年（1159年）
  - 1月3日：従四位上に昇叙し（超左中將藤原忠親以下）、左近衛権中将如元。
  - 1月29日：播磨介を兼任。
  - 4月6日：正四位下（臨時）に昇叙し、左近衛権中将如元。
- 永暦元年（1160年）
  - 2月8日：従三位に昇叙し（超頭中將藤原能信、右中將藤原実国及び藤原実房等）、左近衛権中将如元。
  - 6月20日：正三位に昇叙し（超散三位藤原隆季、藤原季行等）、左近衛権中将如元。
  - 8月11日：権中納言に転任。
  - 8月14日：左近衛権中将如元。
  - 10月11日：従二位に昇叙し、権中納言・左近衛権中将如元。
- 永暦2年（1161年）
  - 8月19日：右近衛大将を兼任（于時、兄である松殿基房は左近衛大将）。左近衛権中将を去る。
  - 9月13日：権大納言に転任。
  - 9月15日：右近衛大将如元。
- 応保2年（1162年）
  - 1月10日：正二位に昇叙し、権大納言・右近衛大将如元。
  - 2月19日：中宮大夫を兼任。
- 長寛2年（1164年）
  - 2月19日：服解（兄基房同服解、依父法性寺入道藤原忠通薨去故）。
  - 3月29日：復任。
  - 閏10月23日：内大臣に転任。
  - 閏10月26日：右近衛大将如元。
- 永万2年（1166年）
  - 8月27日：左近衛大将を兼任。右近衛大将を去る。
  - 10月10日：東宮傅を兼任。
  - 10月21日：左近衛大将辞任。
  - 11月11日：右大臣に転任（同日、藤原経宗は左大臣、平清盛は内大臣）。
  - 11月14日：東宮傅如元。
- 仁安3年（1168年）2月19日：高倉天皇踐祚により東宮傅を止む。
- 承安4年（1174年）1月7日：従一位に昇叙し、右大臣如元。
- 元暦2年（1185年）12月28日：内覧宣下。右大臣如元。
- 文治2年（1186年）
  - 3月12日：摂政宣下。藤原氏長者宣下。右大臣如元。
  - 10月17日：右大臣上表（辞任）
- 文治5年（1189年）12月14日：太政大臣宣下により兼帯。
- 文治6年（1190年）4月19日：太政大臣上表
- 建久2年（1191年）12月17日：関白宣下。准摂政宣下。
- 建久7年（1196年）11月25日：関白停任。無上表事。
- 建仁2年（1202年）1月28日：出家。法名「圓證」
- 承元元年（1207年）4月5日：薨去。享年59。

## 真跡
- 中山切
- 処分状案
- 経切

など。

## 系譜
- 父：藤原忠通
- 母：家女房加賀 - 藤原仲光の娘
- 妻：藤原兼子（北政所、御堂尼上） - 藤原季行の娘
  - 長男：九条良通（1167年 - 1188年）
  - 次男：九条良経（1169年 - 1206年）
  - 男子：良尋
  - 女子：九条任子（1173年 - 1239年） - 宜秋門院、後鳥羽天皇中宮
- 妻：藤原顕輔の娘（または藤原頼輔の娘）
  - 男子：良円（1179年 - 1220年）
  - 男子：九条良平（1184年 - 1240年）
  - 男子：良快（1185年 - 1243年）
- 妻：八条院三位局 - 高階盛章の娘
  - 男子：九条良輔（1185年 - 1218年）
- 生母不明の子女
  - 男子：良海
  - 男子：良恵
  - 女子：玉日 - 親鸞室とされるが諸説あり

## 関連作品
映画
- 親鸞 / 続親鸞（1960年、東映） - 演：千田是也

テレビドラマ
- 源義経（1966年、NHK大河ドラマ） - 演：二代目中村又五郎
- 草燃える（1979年、NHK大河ドラマ） - 演：高橋昌也
- 炎立つ（1993年、NHK大河ドラマ） - 演：斎藤洋介
- 平清盛（2012年、NHK大河ドラマ） - 演：相島一之
- 鎌倉殿の13人（2022年、NHK大河ドラマ） - 演：田中直樹

OVA
- 世界の光 親鸞聖人（1992年、チューリップ企画） - 声：小川真司

ゲーム
- 源狼 GENROH（2012年、オトメイト） - 声：片岡一郎